# Giovanni Papini

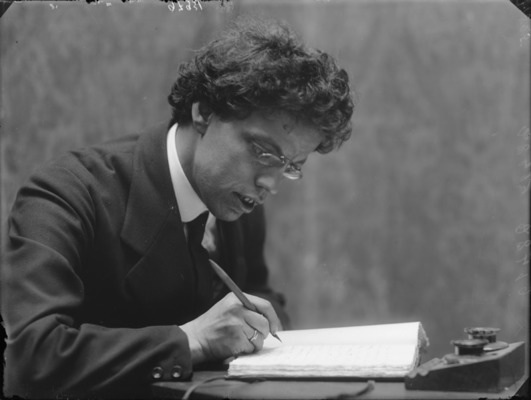
Giovanni Papini door Mario Nunes Vais

Giovanni Papini (Florence, 9 januari 1881 – aldaar, 8 juli 1956) was een Italiaans journalist, essayist, criticus, dichter en schrijver.

## Leven en werk
Papini was de zoon van een meubelverkoper, werd voor korte tijd onderwijzer en vervolgens bibliothecaris. Hij werd sterk aangetrokken door het literaire milieu, richtte in 1903 het tijdschrift ‘Leonardo’ op, een tijdlang het orgaan van het Italiaanse pragmatisme. Tevens werd hij redacteur bij ‘El Regno’. In hoog tempo begon hij essays, polemieken en korte verhalen te publiceren, sterk onder invloed van grote filosofen als Kant, Hegel, Compte, Spencer, Schopenhauer en Nietzsche. Enige tijd flirtte hij nadrukkelijk met het futurisme en andere modernistische bewegingen. In 1912 schreef hij een merkwaardige intellectuele autobiografie, Un uomo finito. Tijdens de Eerste Wereldoorlog schreef hij enkele hooggeprezen poëziebundels.
Internationale bekendheid verkreeg Papini met zijn roman Storia de Christo (De Christus), uit 1921. Waar hij eerder elke vorm van religie afwees, verkondigt hij in dit werk op poëtische wijze een nieuwe vorm van katholicisme, op basis van liefde. In een eenvoudige doch energieke stijl vertelt hij zijn eigen verhaal van de 'ware' Christus, die met een brandende passie ieders hart verovert.
In de jaren dertig werd Papini een aanhanger van Mussolini’s fascisme en verkondigde hij regelmatig antisemitische denkbeelden. In 1935 werd hij hoogleraar aan de Universiteit van Bologna en aansluitend bekleedde hij vooraanstaande posities in de academische wereld. 
Papini was vicepresident van de Vereniging van Europese Schrijvers (Europäische Schriftstellervereiniung) sinds 1942. 
Na de Tweede Wereldoorlog betrad hij een Franciscaner klooster in Toscane. Hij werd fel bekritiseerd om zijn eerdere standpunten maar werd verdedigd door de rechts-katholieke politieke vleugel. Tot aan het einde van zijn leven bleef hij essays schrijven, vaak somber en tragisch van toon. Ook publiceerde hij nog een biografie van Michelangelo. Hij overleed in 1956, op 75-jarige leeftijd.
Hij ligt begraven op de begraafplaats van Porte Sante in Florence.